# Ørum Kirke (Thisted Kommune)
 For alternative betydninger, se Ørum Kirke. (Se også artikler, som begynder med Ørum Kirke)
Ørum Kirke er en kirke i Ørum Sogn i Thisted Kommune, tidligere Sydthy Kommune.

## Eksterne kilder og henvisninger
- Ørum Kirke hos KortTilKirken.dk

- Wikimedia Commons har flere filer relateret til Ørum Kirke (Thisted Kommune)
- Ørum Kirke i bogværket Danmarks Kirker (udg. af Nationalmuseet)